# Musica rock turca
La Musica rock turca, spesso chiamata anche musica rock anatolica, si riferisce alla musica rock prodotta da artisti e musicisti della Repubblica Turca, in patria o emigrati all'estero. La musica rock in Turchia vide i primi vagiti fin dalla metà degli anni '50 con gli influssi del rock and roll americano, per poi diventare popolare dalla metà degli anni '60, con l'emergere di cantanti come Barış Manço, Cem Karaca, Erkin Koray, Selda Bağcan, Fikret Kızılok, insieme a band come Moğollar, Kurtalan Ekspres e 3 Hürel. I primi brani in lingua turca vennero composti nell'epoca dell'influenza beat verso la metà degli anni '60.
Come la maggior parte degli stili rock, la chitarra elettrica, il basso e la batteria sono gli strumenti principali di questo tipo di musica, ma la contaminazione con la musica tradizionale turca portò spesso all'introduzione di strumenti e sonorità tipiche del luogo, sviluppando un genere del tutto peculiare. Tra il 1968 ed il 1975 il rock anatolico ottenne anche successi nel resto d'Europa, tanto che la critica occidentale inventò il termine "rock psichedelico turco" per definire ciò che in patria veniva definito "Anadolu Pop".
La prima ondata rock di rock anatolico si interruppe con il Colpo di Stato militare del 1980, per rinascere solo dopo il 1989 con nuove scene e nuove band.

## Storia

### 1957-1963: L'introduzione del Rock and roll
Sul finire degli anni '50 la Turchia vede la crescente apertura politica e sociale, andando sempre più verso una democrazia multi-partitica. In questo periodo la musica rock and roll iniziò a prendere piede anche in Turchia. Nel 1957, le stazioni radio turche trasmettevano musica rock and roll e nei cinema turchi venivano proiettati film con Elvis Presley e Bill Haley. Soprattutto ad Istanbul, gli studenti delle scuole superiori e dell'università iniziavano a formare le proprie band e ad eseguire cover di rock'n roll già nel 1957. Tra questi vi era Erkin Koray che già nel 1957 suonava cover di brani rock'n'roll, utilizzando la nuova chitarra elettrica. Barış Manço che studiava alla Galatasaray High School e Erkin Koray della German High School organizzarono e si esibirono in quello che viene oggi considerato il primo concerto rock'n roll della Turchia. In seguito alcuni cantanti turchi come Erol Büyükburç o Barış Manço iniziarono a pubblicare sia cover in lingua inglese di canzoni americane, sia le loro canzoni. Il primo rilasciò Little Darling / One Way Ticket venne pubblicato su gommalacca dalla Odeon nel 1961, mentre il secondo pubblicò The Twist / Let's Twist Again su vinile 7" per la Grafson nel 1962.
Ma con l'inizio degli anni '60 molte band iniziarono a suonare il surf rock strumentale sulla scia dei the Shadows, the Tornados e the Ventures. Purtroppo questo genere non lasciò molte registrazioni, ma aprì la strada alle band successive, più orientate alla musica beat del post British invasion.

### 1964-1979: Gli influssi della British invasion

#### Musica beat/garage rock
Dal 1964 le ripercussioni della British invasion si fanno sentire anche in Turchia, dove l'influsso di The Beatles e The Rolling Stones diventa sempre più evidente. I musicisti turchi iniziarono anche ad esibirsi nelle competizioni musicali europee. Nel 1964, Tülay German partecipò al Balkan Music Festival con il brano in stile bossa nova "Burçak Tarlası", e divenne subito popolare. Come risultato diretto, il quotidiano Hürriyet organizzò il concorso Altın Mikrofon (Microfono d'oro), per incoraggiare lo sviluppo di nuove canzoni in melodia popolare turca e lo stile occidentale. I finalisti avevano così l'opportunità di registrare un singolo e un tour in tutto il paese, contribuendo anche alla divulgazione del genere nelle provincie. L'Altın Mikrofon contribuì così ad identificare una nuova generazione di musicisti: La prima edizione vide così l'affermarsi di gruppi orientati al beat come Mavi Işıklar e Silüetler, che pubblicheranno rispettivamente Kanamam / Helvacı (Hürriyet, 1965) e Sis / Kaşık Havası (Hürriyet, 1965). Negli anni successivi, tra i vincitori c'erano altre band beat turche come Mavi Çocuklar, che pubblicarono Develi Daylar / Tanzara (Hürriyet, 1967), Cem Karaca Ve Apaşlar con il loro Emrah / Karacaoğlan (Hürriyet, 1967), la T.P.A.O. Batman Orkestrası con Kara Toprak / Ay Beyaz Deniz Mavi (Hürriyet, 1967) e Aç Aç Kollarını / Meşelidir Enginde Dağlar (Hürriyet, 1968), gli Haramiler con Çamlıca Yolunda / Adanalı (Hürriyet, 1967) ed i Moğollar con Kaleden Kaleye Şahin Uçurdum / Ilgaz (Hürriyet, 1968).

#### Il rock psichedelico turco ovvero la Golden age del rock anatolico
Il periodo che va dal 1968 al 1975 è fortemente influenzato da sonorità psichedeliche tanto che, per questo periodo il "Rock psichedelico turco" divenne un genere internazionalmente riconosciuto. In effetti questa definizione fu un'invenzione tutta occidentale, per descrivere in parte quello che in Turchia veniva chiamato "Anadolu Pop". Questo genere divenne molto popolare in patria, tanto che a posteriori si parlerà di una Golden age del Rock anatolico. Tra le figure di spicco va sicuramente annoverato il chitarrista Erkin Koray come una delle figure più influenti della scena musicale di Istanbul. I suoi due singoli Kızlarıda Alın Askere / Aşk Oyunu (İstanbul Plak, 1967) e Anma Arkadaş / Anadoluda Sevdim (İstanbul Plak, 1967) sono considerati ancora oggi tra gli esempi più rappresentativi di questo genere.
La band Moğollar ha il merito di "aver cambiato il panorama del rock turco incorporando elementi della musica folk anatolica" e, dopo aver registrato in Francia come Les Mogols, ha chiamato il loro genere musicale Anadolu Pop. Un altro pioniere, Fikret Kızılok, combinò lo stile di Anadolu Pop con testi apertamente politici e esperimenti con la musica elettronica.

### 1980-1989: Il colpo di stato e la fine del rock anatolico
Il rock anatolico rimase popolare fino alla fine degli anni '70. Durante questi periodi, alcuni musicisti hanno preso posizione a sostegno della gente comune. Uno di questi era Selda Bağcan. Musicisti come Bağcan sono stati in grado di parlare direttamente alla gente. Per i giovani, la popular music era diventata sinonimo di pensiero di sinistra, proteste per una maggiore uguaglianza, libertà e diritti dei lavoratori. Le opinioni di sinistra di questi artisti non li hanno resi cari alle autorità. Negli anni '70, la recessione economica e i disordini sociali colpirono tutta la Turchia e il 12 settembre 1980 un colpo di stato militare pose fine alla democrazia, alla libertà di pensiero ed al rock anatolico.
Dopo il colpo di stato, ai musicisti rock fu vietato di esibirsi, molti artisti dovettero fuggire all'estero come Cem Karaca e alcuni furono imprigionati. I rocker di sinistra subirono la censura e la repressione, mentre la cupa atmosfera politica degli anni '80 privilegiava la popolarità del malinconico genere Arabesk. Molti furono costretti ad intraprendere carriere diverse ed in altri campi, abbandonando totalmente la musica.
Negli anni successivi si svilupparono scene clandestine di hard rock, heavy metal e punk rock, ma il rock della Golden Age fu dimenticato fino al punto che sul finire degli anni '80 si aprirono dibattiti sull'opportunità di sviluppare forme di rock in lingua turca come fosse una cosa nuova, dimenticando la storia di chi quelle esperienze le aveva già portate avanti. Sempre in quegli anni alcuni esponenti del vecchio rock psichedelico turco provarono a tornare sul palco organizzando nuovi concerti, ma si scontrarono con il controllo pervasivo dei mass media da parte del Governo che boicottò le iniziative.
Dopo il colpo di stato, molti turchi erano fuggiti in Germania come Cem Karaca, e fu proprio a Berlino che negli anni '80 nacquero alcune band dai giovani turchi in esilio.

#### Hard & Heavy
Nella seconda metà degli anni '80 nacque in Turchia una nuova scena clandestina heavy metal con band come Mezarkabul (anche conosciuti come Pentagram), Diken, Volvox e Dr. Skull.

#### Punk rock
Tra le prime band a suonare attivamente musica punk rock in Turchia vi furono gli Headbangers, formatosi nel 1987. La canzone degli Headbangers "'Suratına İşemek İstiyorum" (traduzione: "Voglio pisciarti sulla faccia") fu il segnale che il punk rock era arrivato anche in Turchia. Altri importanti gruppi punk rock del periodo furono i Athena, Noisy Mob, Hong Kong Virus, LSD, Dead Army Boots e Bumper. La musica punk si è diffusa in Turchia tramite le demo tape riprodotte in casa secondo l'etica del "fai da te". Il genere era illegale e clandestino ed i punk erano soliti far circolare i loro concerti e condividere altre informazioni attraverso fanzine che creavano con i propri mezzi. Nel 1999 fu pubblicato l'album Telasha Mahal Yok dei Rashit, considerato il primo album punk legale in Turchia.

#### New wave e Post-punk
La forte migrazione turca in Germania già iniziata negli anni precendeti si intensificò dopo il colpo di stato. Da questi migranti nacquero nuove band, tra cui vanno menzionate le due band dal suono post-punk chiamate Ünlü nati già nel 1981 e poi i berlinesi The Trial attivi fin dal 1985 con brani cantati in diverse lingue (inglese, francese, tedesco e turco).